# Lijst van hoogste gebouwen van Luxemburg
Dit is een lijst van hoogste gebouwen in Luxemburg, inclusief kerkgebouwen. Als ondergrens is een hoogte van 100 meter aangehouden. Bouwwerken zoals windturbines, zendmasten en schoorstenen zijn niet opgenomen.
| Naam                                                     | Geopend | Plaats    | Hoogte | Verdiepingen    |
| -------------------------------------------------------- | ------- | --------- | ------ | --------------- |
| Rocca-toren, Hof van Justitie van de Europese Unie       | 2019    | Luxemburg | 118 m  | 29 verdiepingen |
| Comenius-toren, Hof van Justitie van de Europese Unie    | 2008    | Luxemburg | 103 m  | 26 verdiepingen |
| Montesquieu-toren, Hof van Justitie van de Europese Unie | 2008    | Luxemburg | 103 m  | 26 verdiepingen |